# 17e étape du Tour d'Italie 1998
Pour un article plus général, voir Tour d'Italie 1998.
La 17e étape du Tour d'Italie 1998 a lieu le 2 juin 1998 entre Asiago et Selva di Val Gardena. Elle est remportée par Giuseppe Guerini.

## Récit
Renversement de situation sur ce Giro. Alors qu'on pensait la victoire acquise pour Alex Zülle, il subit une grosse défaillance dans les 2 cols de l'étape et perd 4 min 37 s sur le duo de tête composé de Giuseppe Guerini et Marco Pantani. Contre toute attente, Marco Pantani endosse le premier Maillot Rose de sa carrière et laisse la victoire d'étape à Guerini.

## Classement de l'étape
| \| 1. \| Giuseppe Guerini \| \| Polti \| en \| \| \| 2. \| Marco Pantani \| \| Mercatone Uno \| + \| 0 s \| \| 3. \| Chepe Gonzalez \| \| Kelme \| \| 2 min 04 s \| |                  |  |               |    |            |
| 1. | Giuseppe Guerini |  | Polti         | en |            |
| 2. | Marco Pantani    |  | Mercatone Uno | +  | 0 s        |
| 3. | Chepe Gonzalez   |  | Kelme         |    | 2 min 04 s |

## Classement général
| \| 1. \| Marco Pantani \| \| Mercatone Uno \| en \| \| \| 2. \| Pavel Tonkov \| \| Mapei-Bricobi \| + \| 30 s \| \| 3. \| Giuseppe Guerini \| \| Polti \| \| 31 s \| \| 4. \| Alex Zülle \| \| Festina \| \| 1 min 01 s \| |                  |  |               |    |            |
| 1. | Marco Pantani    |  | Mercatone Uno | en |            |
| 2. | Pavel Tonkov     |  | Mapei-Bricobi | +  | 30 s       |
| 3. | Giuseppe Guerini |  | Polti         |    | 31 s       |
| 4. | Alex Zülle       |  | Festina       |    | 1 min 01 s |